# Kommunalwahl in der Türkei 1950

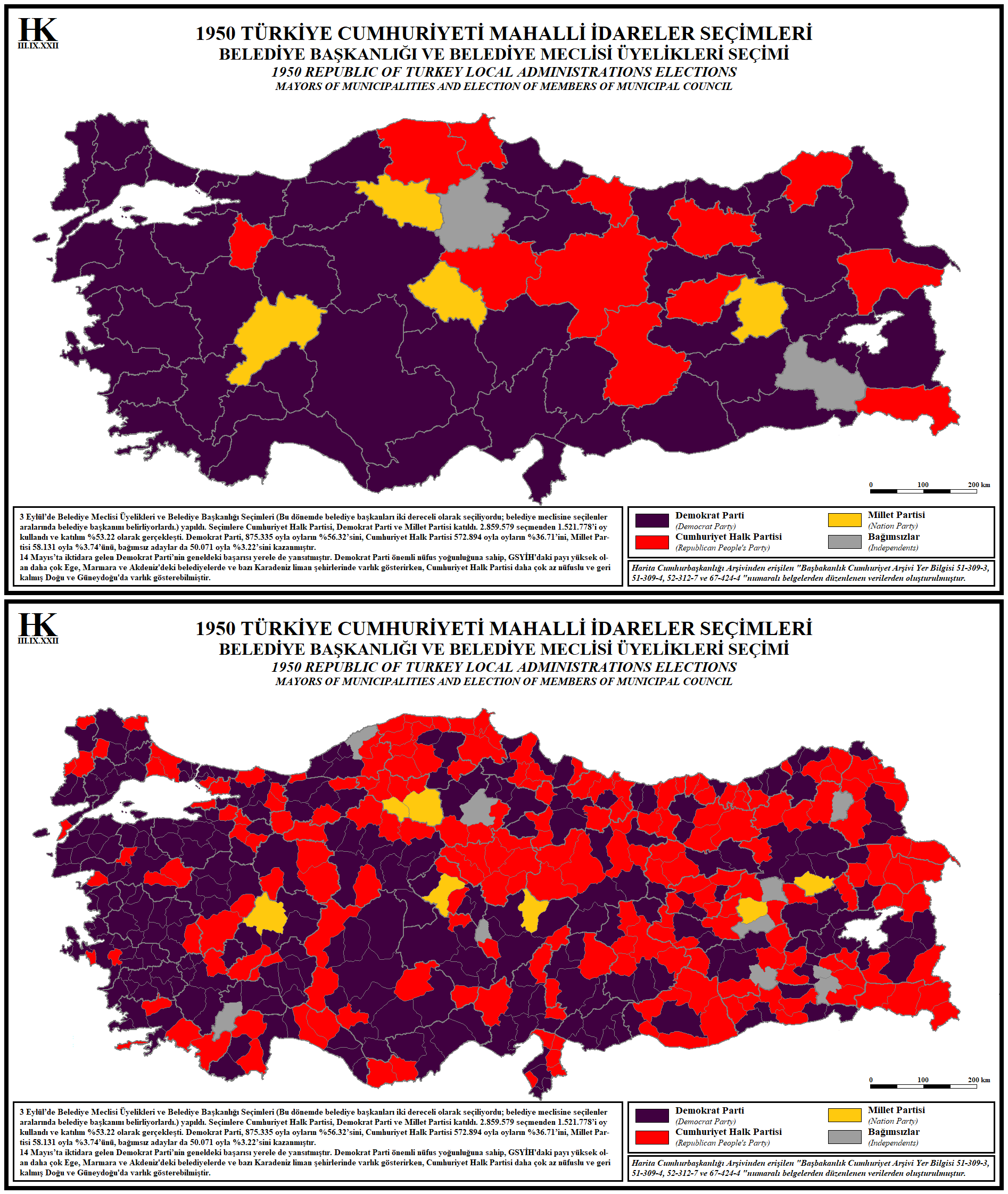

Bei den Kommunalwahlen in der Türkei 1950 wurden Bürgermeister und die Stadt- und Gemeinderäte in einer Listenwahl gewählt. Es kam zu einem starken Zuwachs der Stimmen für die islamisch-konservative Demokratische Partei unter Adnan Menderes, welche die Kommunalwahlen gewann.

## Ergebnisse
| Partei                  | Vorsitz        | Anteil   |
| ----------------------- | -------------- | -------- |
| Demokrat Parti          | Adnan Menderes | 54,70 %  |
| Cumhuriyet Halk Partisi | İsmet İnönü    | 45,30 %  |
| Gesamt                  | -              | 100,00 % |